# Çaykur Rizespor
Çaykur Rizespor je turecký sportovní klub z města Rize. Domácím stadionem je Yeni Rize Şehir Stadı s kapacitou přes 15 000 diváků. V současnosti působí v turecké nejvyšší lize Süper Lig.

## Historie
Klub byl založen v roce 1953 v zelenožlutých barvách a profesionální status má od roku 1968 jako Rizespor. Tehdy také vyměnil barvy za modrozelené. Od roku 1990 je hlavním sponzorem turecká společnost Çaykur zabývající se zpracováním čaje, klub má tedy od sezóny 1990/91 v logu umístěn symbol čajového lístku a jméno firmy.
Po sezóně 2012/13 postoupil do turecké nejvyšší ligové soutěže Süper Lig ze druhého místa turecké druhé ligy PTT 1. Lig.
Od 11. ledna 2020 je hráčem klubu český útočník Milan Škoda, který sem přestoupil z pražské Slavie.

## Přehled výsledků v evropských pohárech
| Soutěž          | Sezóna | Kolo    | Soupeř           | Doma | Venku | Celkem |
| --------------- | ------ | ------- | ---------------- | ---- | ----- | ------ |
| Pohár Intertoto | 2001   | 2. kolo | FK Pobeda Prilep | 0:2  | 1:2   | 1:4    |

## Prezidenti
- Metin Kalkavan ( 2012-)
- Halim Mete (2009–2012)
- Abdülkadir Çakır (08.07.2007 – 2009)
- Ekrem Cengiz (14.06.2002 – 08.07.2007)
- Mehmet Cengiz (20.06.1998 – 14.06.2002)
- Mehmet Hikmet Aslankaya (07.06.1997 – 20.06.1998)
- Mehmet Cengiz (26.04.1996 – 07.06.1997)
- Cemal Aydoğdu (10.03.1996 – 26.04.1996)
- Ali Baba Çillioğlu (13.01.1996 – 10.03.1996)
- İsmail Topçu (04.11.1995 – 12.01.1996)
- Tuncer Ergüven (06.05.1995 – 04.11.1995)
- Ruşen Kukul (01.04.1995 – 05.05.1995)
- Tuncer Ergüven (19.04.1992 – 30.03.1995)
- Süreyya Turgut (19.01.1992 – 14.04.1992)
- Nejat Ural (30.03.1991 – 19.01.1992)
- Hasan Basri Çillioğlu (23.06.1990 – 30.03.1991)
- Hamit Oral (21.05.1990 – 23.06.1990)
- Muharrem Kürkçü (10.01.1990 – 21.05.1990)
- Ahmet AkyıldIz (02.07.1989 – 10.01.1990)
- Şeref Keçeli (07.01.1989 – 02.07.1989)
- Şadan Tuzcu (05.06.1988 – 07.01.1989)
- M. Turgut Yılmaz (01.01.1987 – 05.06.1988)
- Servet Takış (01.01.1986 – 31.12.1986)
- Fehmi Ekşi (01.01.1985 – 31.12.1985)
- Hasan Kemal Yardımcı (01.01.1984 – 31.12.1984)
- Ali Rıza Feyiz (02.08.1981 – 31.12.1983)
- Nuri Akbulut (23.06.1981 – 02.08.1981)
- Paşa Ali Alaman (30.06.1980 – 23.06.1981)
- Nuri Akbulut (03.07.1978 – 30.06.1980)
- Köksal Mataracı (02.06.1978 – 03.07.1978)
- Mustafa Zeki Rakıcıoğlu (07.06.1975 – 02.06.1978)
- Reşat Uçak (03.04.1973 – 07.06.1975)
- Bahattin Coşkun (21.04.1968 – 03.04.1973)

## Známí hráči
- David Depetris
- Zdravko Zdravkov
- Ibrahim Ba
- Léonard Kweuke
- Freddy Adu